# Kernkraftwerk Nogent
Das Kernkraftwerk Nogent liegt bei der französischen Gemeinde Nogent-sur-Seine in der Region Grand Est im Département Aube. Das Kernkraftwerk, das aus zwei Druckwasserreaktoren der 1300MW-Klasse besteht, liegt etwa 94 Kilometer südöstlich von Paris am rechten Ufer der Seine.

## Eckdaten
Das etwa 100 Hektar umfassende Kernkraftwerksareal liegt auf einem hochwassersicheren, fünf Meter hohen Plateau. Das Kernkraftwerk beschäftigt ca. 700 Personen. Betreiber ist die französische Gesellschaft Électricité de France (EDF). Die Kühlung der Reaktorblöcke wird mit zwei 165 Meter hohen Kühltürmen und dem der Seine entnommenen Wasser durchgeführt.
Die beiden Druckwasserreaktoren haben eine Nettoleistung von jeweils 1310 Megawatt (MW) und eine Bruttoleistung von 1363 MW. Die installierte Gesamtleistung liegt bei 2726 MW; damit zählt das Kernkraftwerk zu den mittleren in Frankreich. Pro Jahr speist es durchschnittlich 18 Milliarden Kilowattstunden in das öffentliche Stromnetz ein. Dies entspricht etwa einem Drittel des jährlichen Stromverbrauches der Region Île-de-France.
Mit dem Bau des ersten Reaktorblockes wurde am 26. Mai 1981 begonnen, dieser ging am 21. Oktober 1987 in Betrieb. Mit dem Bau des zweiten Reaktorblockes wurde am 1. Januar 1982 begonnen, der am 14. Dezember 1988 in Betrieb genommen wurde.
Nogent ist der einzige Standort in Frankreich, in dem eine neue Generation von HTC-Brennstäben (HTC = Haut Taux de Combustion) verwendet wird, die einen höheren Anteil an spaltbaren Uran-235 enthalten und länger als andere Brennstäbe im Reaktorkern eingesetzt werden.
Die französische Regierung hat 2020 eine Verlängerung für alle in Betrieb befindliche Reaktoren um weitere 10 Jahre von 40 auf 50 Jahre Laufzeit angekündigt. Diese wurde von der französischen Aufsicht 2021 unter Auflagen genehmigt.

## Besondere Vorkommnisse
Am 5. Dezember 2011 drangen Aktivisten von Greenpeace in das Kraftwerksgelände ein und enthüllten ein Banner, mit dem sie auf die vermeintlich schwache Sicherung der französischen Anlagen aufmerksam machen wollten. Laut Betreiber EDF war das Kraftwerkspersonal von Anfang an im Bilde.

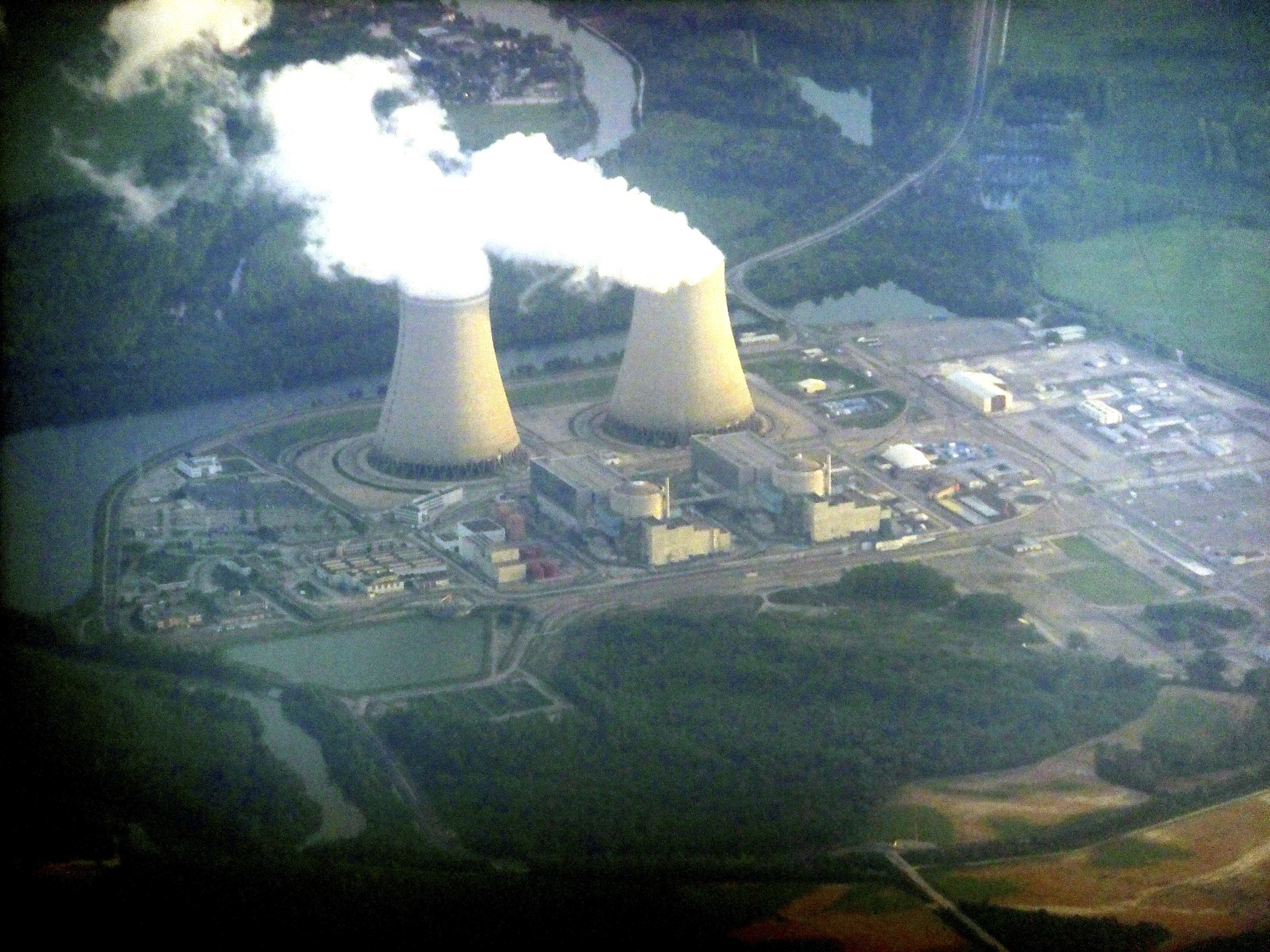
Luftbild

## Daten der Reaktorblöcke
Das Kernkraftwerk Nogent hat insgesamt zwei Blöcke:
| Reaktorblock | Reaktortyp         | Netto- leistung | Brutto- leistung | Baubeginn  | Netzsyn- chronisation | Kommer- zieller Betrieb | Abschal- tung |
| ------------ | ------------------ | --------------- | ---------------- | ---------- | --------------------- | ----------------------- | ------------- |
| Nogent-1     | Druckwasserreaktor | 1310 MW         | 1363 MW          | 26.05.1981 | 21.10.1987            | 24.02.1988              | 2038          |
| Nogent-2     | Druckwasserreaktor | 1310 MW         | 1363 MW          | 01.01.1982 | 14.12.1988            | 01.05.1989              | 2038          |